# 6,7-dihidropteridin reduktaza
6,7-dihidropteridin reduktaza (EC 1.5.1.34, 6,7-dihidropteridin:NAD(P)H oksidoreduktaza, DHPR, NAD(P)H:6,7-dihidropteridin oksidoreduktaza, -dihidropteridin reduktaza, -dihidropteridin reduktaza, NADPH-specifična dihidropteridinska reduktaza, dihidropteridin (redukovani nikotinamid adenin dinukleotid) reduktaza, dihidropteridinska reduktaza, dihidropteridinska reduktaza (NADH), 5,6,7,8-tetrahidropteridin:+ oksidoreduktaza) je enzim sa sistematskim imenom 5,6,7,8-tetrahidropteridin:+ oksidoreduktaza. Ovaj enzim katalizuje sledeću hemijsku reakciju
5,6,7,8-tetrahidropteridin + + {\displaystyle \rightleftharpoons } 6,7-dihidropteridin + +
Supstrat je hinonoidna forma dihidropteridina. Ovaj enzim se razlikuje od EC 1.5.1.3, dihidrofolatne reduktaze.

## Literatura
- Nicholas C. Price; Lewis Stevens (1999). Fundamentals of Enzymology: The Cell and Molecular Biology of Catalytic Proteins (Third изд.). USA: Oxford University Press. ISBN 019850229X.
- Eric J. Toone (2006). Advances in Enzymology and Related Areas of Molecular Biology, Protein Evolution (Volume 75 изд.). Wiley-Interscience. ISBN 0471205036.
- Branden C; Tooze J. Introduction to Protein Structure. New York, NY: Garland Publishing. ISBN 0-8153-2305-0.
- Irwin H. Segel. Enzyme Kinetics: Behavior and Analysis of Rapid Equilibrium and Steady-State Enzyme Systems (Book 44 изд.). Wiley Classics Library. ISBN 0471303097.
- William P. Jencks (1987). Catalysis in Chemistry and Enzymology. Dover Publications. ISBN 0486654605.

## Spoljašnje veze
- 6,7-dihydropteridine+reductase на 